# Valerio Conti
Valerio Conti (Roma, 30 de março de 1993) é um ciclista profissional italiano. Actualmente corre para a equipa UAE Team Emirates de categoria UCI WorldTeam.

## Trajetória
Depois de correr em 2012 e 2013 na equipa amador Mastromarco-Sensi-Benedetti-Dover, alinhou pela equipa UCI ProTeam Lampre-Merida a partir da temporada de 2014. Em agosto correu a sua primeira grande volta, a Volta a Espanha, em substituição de seu colega e campeão em 2013, Chris Horner. Ao ser seu substituto ele levou o dorsal n.º 1 que normalmente corresponde ao vigente campeão da corrida. Depois, vestiu a camisola da combinada vários dias.
Consegue sua primeira vitória como profissional no Grande Prêmio Bruno Beghelli, como se uniu numa fuga junto com outros dois corredores e conseguiu surpreender a todo o pelotão se levando a vitória.
Em 2016, conseguiu uma etapa da Volta a Espanha, graças a uma fuga que lhe deu vantagem em mais de meia hora ao pelotão.

## Palmarés
- 2014
  - Grande Prêmio Bruno Beghelli

- 2015
  - 1 etapa do Tour do Japão

- 2016
  - 1 etapa da Volta a Espanha

- 2020
  - Troféu Matteotti

## Resultados em Grandes Voltas e Campeonatos do Mundo
Durante a sua carreira desportiva tem conseguido os seguintes postos nas Grandes Voltas e nos Campeonatos do Mundo em estrada:
| Corrida            | Corrida            | 2014  | 2015  | 2016 | 2017 | 2018 | 2019 | 2020  | 2021 |
| ------------------ | ------------------ | ----- | ----- | ---- | ---- | ---- | ---- | ----- | ---- |
|                    | Giro d'Italia      | —     | —     | 27.º | 68.º | 24.º | Ab.  | 101.º | 89.º |
|                    | Tour de France     | —     | —     | —    | —    | —    | —    | —     | —    |
|                    | Volta a Espanha    | 112.º | 151.º | 66.º | —    | 60.º | 71.º | —     | —    |
| Mundial em Estrada | Mundial em Estrada | —     | —     | —    | —    | —    | —    | —     | —    |

—: não participa

Ab.: abandono